# 20 – En jubileumssamling
20 – En jubileumssamling är ett samlingsalbum från 2010 av Lisa Nilsson.

## Medverkande
1. I samma andetag
2. Regn i rio
3. Allt jag behöver
4. Mysteriet deg
5. Wave
6. Viola
7. Vad du ser är vad du får
8. It's Easy
9. Varje gång jag ser dig
10. Du (öppnar min värld)
11. Långsamt farväl
12. Himlen runt hörnet
13. Handens fem fingar
14. Små rum
15. Tror på dig (med Stephen Simmonds)
16. Säg det igen
17. En kort en lång
18. Unforgettable (live, med Danmarks Radios Underholdningsorkestret)

## Listplaceringar
| Lista (2010-2011) | Topplacering |
| ----------------- | ------------ |
| Danmark           | 3            |
| Finland           | 6            |
| Sverige           | 6            |

### Fotnoter
1. ↑  ”20 – En jubileumssamling”. Svensk mediedatabas. 10 mars 2010. http://smdb.kb.se/catalog/id/002668319. Läst 17 november 2014.
2. ↑  ”20 – En jubileumssamling” (på engelska). Discogs. 10 mars 2010. http://www.discogs.com/Lisa-Nilsson-20-En-Jubileumssamling/release/2898023. Läst 17 november 2014.
3. ↑  ”20 – En jubileumssamling”. Danishcharts. 10 mars 2010. Arkiverad från originalet den 14 oktober 2013. https://web.archive.org/web/20131014092527/http://danishcharts.com/showitem.asp?interpret=Lisa+Nilsson&titel=20+%2D+En+Jubileumssamling&cat=a. Läst 17 november 2014.
4. ↑  ”20 – En jubileumssamling”. Finnishcharts. 10 mars 2010. http://finnishcharts.com/showitem.asp?interpret=Lisa+Nilsson&titel=20+-+En+Jubileumssamling&cat=a. Läst 17 november 2014.
5. ↑  ”20 – En jubileumssamling”. Swedishcharts. 10 mars 2010. http://www.swedishcharts.com/showitem.asp?interpret=Lisa+Nilsson&titel=20+-+En+Jubileumssamling&cat=a. Läst 17 november 2014.